# Jacques Madubost
Jacques Madubost (* 6. Juni 1944 in Dangeau, Département Eure-et-Loir; † 26. Juni 2018 in Riantec) war ein französischer Leichtathlet. 
Der Hochspringer Madubost, der in der Leichtathletik keinen französischen Meistertitel gewinnen konnte, siegte überraschend bei den Europameisterschaften 1966 in Budapest. Mit 2,12 Meter lag er gleichauf mit dem Zweitplatzierten, seinem Landsmann Robert Sainte-Rose. Bei den Europäischen Hallenspielen 1968 in Madrid belegte Madubost mit 2,00 Meter den 18. Platz.
Nach seiner Leichtathletik-Karriere war Madubost als Sportschütze erfolgreich. In den letzten Jahren widmete er sich auch dem Golfsport. 